# Сибирский математический журнал
Сибирский математический журнал — журнал, издаваемый Институтом математики им. С. Л. Соболева Сибирского отделения РАН. Один из основных российских журналов, публикующих статьи по чистой математике. 
Журнал основан в 1960 году, выходит с периодичностью 6 номеров в год. Подписной индекс 70819. 
Перевод журнала на английский язык выходит под названием Siberian Mathematical Journal.

## Редакционный совет
- Главный редактор: Ю. Л. Ершов.
- Заместители главного редактора: С. С. Гончаров,С. С. Кутателадзе, И. А. Тайманов.
- Редакторы: А. А. Боровков, Ю. Г. Решетняк, С. К. Годунов, В. Л. Береснев, В. Д. Мазуров, А. Ю. Веснин, Г. А. Михайлов,  П. И. Плотников, Г. В. Демиденко,  В. Г. Романов, А. Н. Коновалов.